# Бочац (језеро)
Бочац је вјештачко језеро на подручју општина Мркоњић Град, Кнежево и Бањалука, Република Српска, БиХ. Језеро је акумулационо и настало је изградњом бране за потребе истоимене хидроелектране, која је пуштена у рад 1981. године. Језеро се напаја водом из ријеке Врбас и пролази кроз кањон који сачињавају обронци планина Чемерница и Мањача. Бочачко језеро се налази 50 километара од Бањалуке и 15 километара од Мркоњић Града.

## Екосистем
У овом језеру обитава смуђ, шаран и пастрмка.